# Conrad II de Carinthie
Conrad II, surnommé « le Jeune » (en allemand : Konrad der Jüngere), né vers 1003 et mort le 20 juillet 1039, est un prince de la dynastie franconienne, fils du duc Conrad de Carinthie et de Mathilde de Souabe. Il fut duc de Carinthie et margrave de Vérone de 1036 à sa mort.

## Biographie
Conrad le Jeune est le fils aîné de Conrad, duc de Carinthie et margrave de Vérone dès 1004, et de son épouse Mathilde, fille du duc Hermann II de Souabe, issue de la dynastie des Conradiens. Son frère cadet Brunon fut évêque de Würzburg de 1034 à 1045.
La dynastie franconienne, descendants de Conrad le Roux, fut pour la première fois inféodé avec le duché de Carinthie en 978. Néanmoins, le père de Conrad le Jeune meurt en 1011 lorsqu'il est encore un enfant et Adalbéron d'Eppenstein, margrave de Styrie, époux d'une de ses tantes maternelles Béatrice de Souabe, est nommé duc de Carinthie par le roi Henri II. Au lieu de cela, Conrad devient comte dans le Nahegau, Speyergau et Wormsgau, les possessions principales de la famille en Franconie rhénane. Lors d'un bref affrontement armé à Ulm en 1019, il force Adalbéron à abandonner ses visées sur le duché de Souabe.
En 1024, comme son père et son grand-père Othon de Carinthie en 1002, Conrad est candidat comme roi des Romains après la mort de l'empereur Henri II. Il a reçu l'aval des Lotharingiens et de l'archevêque Pilgrim de Cologne. Toutefois, c'est son cousin un autre Conrad II le Salique (surnommé « l'Ancien »), le fils de son oncle paternel Henri de Spire, qui excelle dans un discours écrit par le prêtre Wipon et est élu roi avec le soutien effectif de l'archevêque Aribon de Mayence. Conrad le Jeune ne veut pas se contenter des belles promesses et l'année suivante, il a soutenu la révolte des ducs Ernest II de Souabe et Frédéric II de Lorraine contre le règne de son cousin ; finalement, toutefois, il dut se soumettre en automne 1027.
En 1035, une discorde a éclaté entre Adalbéron d'Eppenstein et l'empereur Conrad II et le duc se voit dépossédé de la Carinthie. Après de longues négociations, à la Chandeleur le 2 février 1036, Conrad est choisi comme duc afin de le remplacer grâce à l'intermédiation de son frère Brunon. Il accompagna l'empereur lorsque ce dernier doit intervenir en Italie en 1036, à l'appel de l'archevêque Aribert de Milan qui est mis sous la garde de Conrad le Jeune et du patriarche Poppon d'Aquilée mais a réussi à s'échapper.
Il ne survit pas longtemps à sa nomination et meurt le 20 juillet 1039. Il est inhumé auprès de son père et de sa mère Mathilde dans la cathédrale de Worms. Son seul héritier est son cousin le nouveau roi Henri III. Conrad ne semble pas avoir contracté d'union pourtant un fils (illégitime ?) nommé Cuno apparaît en 1056 lorsqu'il cède le domaine de Bruchsal au roi Henri IV.

## Sources
- (en) Konrad II (1036-1039) sur le site Medieval Lands.

- (en) Cet article est partiellement ou en totalité issu de l’article de Wikipédia en anglais intitulé « Conrad II, Duke of Carinthia » (voir la liste des auteurs), édition du 2 mai 2014.